# Сардинеллы
Сардине́ллы (лат. Sardinella) — род морских лучепёрых рыб семейства сельдевых.

## Ареал
Распространены в изобилии в тропических и субтропических водах всех океанов. Сардинеллы — морские пелагические рыбы, ведущие стайный образ жизни. Молодь часто встречается в лагунах и лиманах, а взрослые чаще встречаются у побережья. 

## Краткое описание
Рот конечный, небольшой, радиальные бороздки на крышечной кости отсутствуют. На теле не бывает тёмных пятен. Вдоль заднего края жаберного отверстия имеются мясистые выросты, отличающие сардинелл от прочих сельдеобразных за исключением Harengula, Opisthonema, Herklotsichthys и  Amblygaster.  Сардинеллы похожи на сардинелл-амблигастеров, от которых отличаются количеством нижних жаберных тычинок (40—100 против 26—43) и срединных предорсальных чешуй. Внешне они схожи с Clupea и Strangomera, с которыми у них перекрывается ареал в северной Атлантике и, вероятно, в северной и южной части Тихого океана. Ценная промысловая рыба.

## Виды
В состав рода включают 21 вид:
- Sardinella albella (Valenciennes, 1847) — Сардинелла-альбелла[1]
- Sardinella atricauda (Günther, 1868)
- Sardinella aurita Valenciennes, 1847 — Aлаша, или круглая сардинелла[1]
- Sardinella brachysoma Bleeker, 1852
- Sardinella brasiliensis (Steindachner, 1879)
- Sardinella fijiense (Fowler & Bean, 1923), или Фиджийская сардинелла[1]
- Sardinella fimbriata (Valenciennes, 1847) — Сборчаточешуйчатая сардинелла[5]
- Sardinella gibbosa (Bleeker, 1849) — Жёлтополосая сардинелла
- Sardinella hualiensis (Chu & Tsai, 1958)
- Sardinella jussieu (Lacépède, 1803)
- Sardinella lemuru Bleeker, 1853
- Sardinella longiceps Valenciennes, 1847 — Большеголовая сардинелла, или жирная индийская сардина[1]
- Sardinella maderensis (Lowe, 1838) — Плоская сардинелла[1]
- Sardinella marquesensis Berry & Whitehead, 1968 — Маркизская сардинелла[1]
- Sardinella melanura (Cuvier, 1829) — Чернохвостая сардинелла[1]
- Sardinella neglecta Wongratana, 1983 — Восточноафриканская сардинелла[1]
- Sardinella richardsoni Wongratana, 1983
- Sardinella rouxi (Poll, 1953)
- Sardinella sindensis (Day, 1878)
- Sardinella tawilis (Herre, 1927) — Пресноводная филиппинская сардинелла[1]
- Sardinella zunasi (Bleeker, 1854) — Сардинелла-зунаси[1]